# Desert costaner eritreu
L'ecoregió del desert costaner eritreu és una banda inhòspita de sorra i grava al llarg de la part sud de la costa d'Eritrea i la costa de la Mar Roja de Djibouti. Aquesta costa té una importància ecològica com a canal per a la migració massiva de rapinyaires.

## Ubicació i descripció
L'ecoregió consisteix en una franja costanera a la regió sud de la Mar Roja de l'Eritrea, que s'estén per la costa del Mar Roig fins a Obock a Djibouti. La seva superfície és d'uns 657 quilòmetres quadrats.

## Flora
La flora de la franja litoral està formada per herbes i gespes adaptades al clima sec com ara Aerva javanica, Cymbopogon schoenanthus, Panicum turgidum i Lasiurus scindicus, juntament amb alguns arbres amb copa en forma de paraigües com ara Acacia tortilis i Acacia asak, Rhigozum somalense i arbusts com ara Caesalpinia erianthera.

## Fauna
Es tracta d'una de les rutes de migració més freqüentades del món, ja que les aus com les àligues i altres rapinyaires fan camí cap a l'Àfrica per a l'hivern al llarg de la costa de la Mar Roja i a través de l'estret de Bab-el-Mandeb. Els animals que es troben aquí inclouen tortugues marines i gaseles, incloses les gaseles comunes (Gazella dorcas), la gasela de Soemmerring (Gazella soemmerringii) i el dic-dic de Salt (Madoqua saltiana). Hi ha tres rèptils gairebé endèmics, la serp Atractaspis leucomelas, la sargantana Chalcides ragazzii i el gec Hemidactylus flaviviridis.

## Amenaces i preservació
La costa està poc poblada i esparsament amb l'única ciutat del petit port d'Assab a Eritrea. El pasturatge del bestiar ha reduït la vegetació natural, no hi ha zones protegides i hi ha possibilitat de futurs canvis a la zona amb la finalització de la via per trànsit rodat per la costa previst de Djibouti a Eritrea. Es produeix caça de gaseles, tortugues i aus marines.